# Изгрев
Вижте пояснителната страница за други значения на Изгрев.
Изгревът е това време от денонощието, когато дискът на Слънцето започва да се появява на изток над хоризонта. Изгревът не бива да се бърка със зората, при която нощното небе започва да изсветлява и която настъпва известно време преди изгрева. Поради рефракцията (пречупването) на слънчевите лъчи в атмосферата, която прави така че Слънцето се вижда, докато фактически то все още е под хоризонта, както изгревът, така и залезът, могат да се третират като зрителна измама. Нарича се още изгряване или диалектно огрев.
Привидното въртене в западна посока на Слънцето около Земята след изгрева се дължи на фактическото въртене на Земята около оста ѝ в източна посока. Илюзията за въртенето на Слънцето около Земята е толкова убедителна, че в повечето световни митологии и религии е залегнал геоцентричният модел на света.
Хората считат за изгрев момента, когато над хоризонта се покаже най-горната част от слънчевия диск, а не неговият център. По същия начин за залез се приема моментът, когато не центърът, а последните части от диска изчезнат под хоризонта, като по този начин леко се увеличава продължителността на „деня“ по отношение на „нощта“. Въпреки това астрономите базират изчисленията си за продължителността на деня именно на моментите, когато центърът на диска пресича хоризонта.
В Северното полукълбо най-късният изгрев настъпва не на зимното слънцестоене (около 21 декември), а в началото на януари. Аналогично най-ранният изгрев настъпва не на лятното слънцестоене (около 21 юни), а малко по-рано през юни. При движение от екватора към Северния полюс моментите на изгрев и залез се променят, както се и променят през различните дни на годината. Включително на екватора моментите на изгрев и залез варират през годината в рамките на няколко минути.

## Други
На изгрева е наречена улица „Зора“ в квартал „Подуяне“ в София (Карта).